# جون ماغيري (فنان قتال مختلط)
جون ماغيري (بالإنجليزية: John Maguire) هو فنان قتال مختلط بريطاني، ولد في 19 مايو 1983 في بيتربرة في المملكة المتحدة.

## وصلات خارجية
- جون ماغيري على موقع يو إف سي (الإنجليزية)
- جون ماغيري على موقع شيردوغ (الإنجليزية)
- جون ماغيري على موقع IMDb (الإنجليزية)